# Hidramnion
Hidramnion ili polihidramnion je stanje koje označava povećanu količinu plodne vode u odnosu na uobičajenu količinu, za određenu gestacijsku dob 
(od 32. do 36. tjedna, to znači više od 1500 mL plodne vode). 

## Uzrok
Hidramnion može imati jedan ili nekoliko uzroka. Hidramnion mogu uzrokovati:
- Bolesti majke koje uzrokuju generalizirane edeme, npr. dijabetes, srčana greška
- Infekcije majke koje mogu prelaziti na plod, npr citomegalovirus
- Anomalije probavnog sustava fetusa koji onemogućuju plodu da guta plodnu vodu: npr. atrezija jednjaka ili atrezija dvanesnika
- Anomalije središnjeg živčanog sustava fetusa, tumori fetusa i koštani poremećaji fetusa, koji onemogućuju plodu da guta plodnu vodu.
- poremećaji bubrega koji uzrokuju povećano izlučivanje mokraće (npr. Bartterov sindrom)

Hidramnion se češće pojavljuje kod višeplodnih trudnoća, a može ga uzrokovati i tumor (korioangiom) posteljice koji sprečava normalnu izmjenu plodne vode.

## Simptomi i liječenje
Do povećanja količine plodne vode može doći u kratkom razdoblju (akutno) ili postupno (kronično). Akutni hidramnion uzrokuje simptome zbog naglog povećanja pritiska na susjedne organe. 
Mogu nastati:
- Mučnina, povraćanje, ezofagealni refluks zbog pritiska na probavni sustav,
- otežano disanje zbog pritiska na ošit,
- oligurija zbog pritiska na mokraćni sustav,
- proširenje vena i edemi donjih dijelova tijela zbog pritiska na vene.

Kod postupnog (kroničnog) povećanja, simptomi se rijetko pojavljuju ili u vrlo blagom obliku. 
Pregledom se kod bolesnice može pronaći povećana (veća od predviđene za tu gestacijsku dob), tvrda, i napeta maternica, a ultrazvukom se može potvrditi stanje.
Male su mogućnosti liječenja ovog stanja. Od terapijskih postupaka može se učiniti amniocenteza, čime se ukloni dio viška plodne vode.